# Kền kền Ấn Độ
Gyps indicus (tên tiếng Anh: Kền kền Ấn Độ) là một loài chim trong họ Accipitridae.
Nó là loài chủ yếu trên những vách đồi núi ở miền Trung và bán đảo Ấn Độ. Những controng phần phía bắc của phạm vi của nó từng được coi là một phân loài hiện đang được coi là một loài riêng biệt, kền kền mỏ thon (Gyps tenuirostris). Chúng được gộp lại với nhau dưới tên kền kền mỏ dài.
Loài này sinh sản chủ yếu ở các vách đá, nhưng được biết là sử dụng cây để làm tổ trong Rajasthan. Như kền kền khác, nó là một loài ăn xác động vật chết mà nó tìm thấy bằng cách bay trên thảo nguyên và xung quanh sống của con người. Chúng thường di chuyển theo đàn.
Chúng là loài kền kền điển hình, với đầu hói, đôi cánh rất rộng và lông đuôi ngắn. Nó thường có trọng lượng từ 5,5 và 6,3 kg (12-13,9 lbs) và dài 80–103 cm (31–41 in) và sải cánh dài 1,96 đến 2,38 m (6.4 đến 7,8 ft).